# 大头柔毛蒿
大头柔毛蒿（学名：Artemisia pubescens var. gebleriana）为菊科蒿属下的一个变种。